# Blaise Berlier
Pour les articles homonymes, voir Berlier (homonymie).
Blaise Berlier (1730 - 1793), avocat puis juge, maire de Draguignan, est né à Draguignan dans une famille de l'ancienne bourgeoisie. Il est membre de la famille Berlier de Vauplane. Il est guillotiné en 1793 pour conspiration fédéraliste.

## Biographie
Blaise Berlier est né le 16 septembre 1730 à Draguignan. Il est le fils de Joseph-César Berlier (1703 – 1783), avocat à la Cour et Honorée Lombard, petit-fils de Blaise Berlier (1667 – 1739). Il se marie le 23 juillet 1755, Draguignan avec Élisabeth Vachier, dont il divorce le 3 août 1793.
1er consul de Draguignan, avocat puis juge de Paix à Draguignan, il participe à l'assemblée du Tiers-Etat à Brignoles.
Lors de la cérémonie du 14 juillet 1790 à Draguignan, il sauve le nouveau maire de Draguignan, Rasque, d'un lynchage public, qui, aux dires de la foule rassemblée sur la place du marché, n'aurait pas juré serment de fidélité au roi, à la Nation et à la Constitution. Le maire ne doit son salut qu'à l'intervention du lieutenant-colonel de La Roque, du régiment de Bourgogne, présent avec son régiment pour la cérémonie, et à l'intervention de certains consuls de la ville, et notamment Blaise Berlier, ancien 1er consul.
Blaise Berlier est victime de la répression de l'insurrection fédéraliste qui éclate en mai 1793 après la mise en accusation de députés girondins par la Convention. Blaise Berlier correspond avec les autres insurgés de Toulon et Marseille afin d'essayer de faire basculer Draguignan dans le camp des fédéralistes, notamment avec son cousin Etienne-César Durand de La Motte, commandant de la gendarmerie du Var, qui participe à la livraison de Toulon à l'amiral anglais Hood.
Blaise Berlier, président du Comité central des sections dracénoises, fait partie des dix citoyens arrêtés le 25 août 1793 sur ordre des représentants du peuple Barras et Fréron, de passage à Draguignan, comme conspirateur. Le même jour est adoptée la création d'un Comité de salut public, pour recevoir les dénonciations contre les « ennemis du bien public ». Déclaré comme émigré alors qu'il ne l'est pas, il est alors emprisonné immédiatement pour avoir proposé de repousser par la force les représentants du peuple, jugé et condamné à mort par le Tribunal révolutionnaire, siégeant alors à Grasse, comme fédéraliste et pour « complicité de la révolte », le 26 frimaire An II.
Dans sa défense, s'il reconnaît les faits dont il est accusé, il essaye, en avocat qu'il est, d'user de la loi du 26 juin 1793 qui amnistie les fédéralistes qui se rétractent. Cet argument est cependant repoussé par l'accusateur public qui estime que la rétractation est trop tardive (la loi prévoit une rétractation dans les trois jours suivant sa publication dans toutes les communes. Or, celle-ci n'est intervenue que près de trois mois après les faits, peu avant son arrestation). La décision de condamnation à mort du tribunal est prononcée le 11 décembre à 11 h du matin. Il est guillotiné le jour même.
Il laisse un fils Joseph-César et une fille, Anne-Elisabeth, seule ayant-droit.

## Sources
- Hubert de Vauplane, Famille Berlier, une histoire provençale, éd. Jourdan, 2022  (ISBN 2874667218).
- Xavier de Montclos, L'Ancienne bourgeoisie en France, Picard, 2e  éd., 2013, p. 20 à 22 et 109 à 115.
- Gustave Chaix d'Est-Ange, Dictionnaire des familles françaises anciennes ou notables à la fin du XIXe siècle, t. 4, p. 2 Berlier de Vauplane.
- Denis Ghiraldi, Les victimes de la Révolution dans l'arrondissement de Grasse, Recherches régionales. Centre de documentation des Alpes-Maritimes, 2002, 43e année, no 164, p. 73-98.